# Monte Cristallo
A Monte Cristallo (szó szerint „Kristályhegy”) a Cristallo-hegység legmagasabb csúcsa. Az észak-olaszországi Dolomitokban, az Ampezzói-Dolomitok csoportjában található. Tengerszint feletti magassága 3221 méter. Elsőként Paul Grohmann, Angelo Dimai és Santo Siorpaes mászta meg,  1865. szeptember 14-én. Régi német neve Kristallberg, de mindkét helyi hivatalos nyelv (német és olasz) csak az olasz Monte Cristallo elnevezést használja.

## Földrajzi fekvése
A Monte Cristallo Olaszország északkeleti részén, Veneto régió Belluno megyéjének területén található, az Ampezzói-Dolomitokhoz tartozó Cristallo-hegycsoportban, Cortina d’Ampezzo városától északkeletre. Tömege uralja a tőle keletre fekvő Boite-völgyet, az Ampezzói-völgy felső szakaszát. Cortina d’Ampezzo centrumából közvetlenül nem látható, mert a Pomagagnon hegygerinc takarja, de a városból kelet felé, a Monte Faloria síközpont és a Tre Croci-hágó felé vezető útról teljes tömegében belátható.
A Cristallo-hegycsoportot nyugaton a Tofanák, északnyugaton a Pragsi-Dolomitok, északkeleten a Sexteni-Dolomitok és a Monte Piana, keleten a Misurina-tó és a Cadini hegycsoport, délkeleten a Sorapiss hegycsoport (ennek északnyugati kiszögellése a Monte Faloria), délen a Cortinai-katlanvölgy veszi körül. A masszívum legmagasabb csúcsa a Monte Cristallo. Közvetlen északi szomszédja a Cima di Mezzo („Középső-csúcs”, 3154 m) és a Cristallino d’Ampezzo (3008 m). Tőle keletre a Piz Popena hegycsúcs (3152 m) emelkedik a Popena-völgy fölé.
A Monte Cristallo csúcsára vezető legkönnyebb útvonal délkelet felől, a Tre Croci-hágóból indul, 1809 méter magasságban. A Grava di Cerigeres nevű meredek törmelékvályún és a Cristallo-hágón (Passo del Cristallo) keresztül juthatunk fel a csúcsra. A mászóút II. fokozatú, az UIAA skála besorolása szerint.

## Érdekesség
- A Kék fény (Das blaue Licht) című német misztikus játékfilm történései a Monte Cristallón és környékén játszódnak. A filmet Leni Riefenstahl és Balázs Béla írta és rendezte, Riefenstahl játszotta a főszerepet is.[2]